# Phaciocephalus phaedra
Phaciocephalus phaedra är en insektsart som beskrevs av Ronald Gordon Fennah 1956. Phaciocephalus phaedra ingår i släktet Phaciocephalus och familjen Derbidae. Inga underarter finns listade i Catalogue of Life.